# Алонж (хімія)
Алонж — конструктивний елемент хімічних приладів. Застосовується в основному при перегонці для з'єднання холодильника з приймачем.
В конічний притертий шліф — муфту алонжа входить внутрішній притертий шліф — керн холодильника. Вузький кінець алонжа опускають в приймач.
Алонж застосовується при роботах з дистиляції, перегонці та інших процесах в органічному синтезі.
Розрізняють алонжі для звичайної перегонки і для вакуумної перегонки.
Іноді до алонжів відносять і насадки «Павук» для збору різних фракцій дистилята без розборки пристрою для перегонки.
Також алонжем називають пилоприймач аспіраційного приладу для відбору проб пилу з повітря — трубку або лійку з фільтрувальним матеріалом.